# Ед Лейсі
Ед Лейсі (англ. Ed Lacy, псевдонім Леонарда Зінберга, англ. Leonard S. Zinberg) — американський письменник детективного жанру. Лейсі, який був американцем єврейського походження, створив «першого афроамериканського приватного детектива» — персонажа Туссена «Туї» Маркуса Мура." Кімната для гойдалки", його роман 1957 року, який представив Туї Мура, отримав премію Едгара у 1958 році в номінації «Найкращий роман».

## Біографія
За народженням Лен Зінберг. Народився 25 серпня 1911 року в Нью-Йорку (деякі джерела кажуть, що на півночі штату Нью-Йорк) у родині Макса та Елізабет Зінбергів. Через кілька років цей шлюб закінчився розлученням. Батько Макс Зінберг помер у Ньюарку, штат Нью-Джерсі у листопаді 1972 року. Мати Елізабет після розлучення вступила в шлюб з Максвеллом Вайкоффом, і Лен жив з ними на Мангеттені з десяти років. «Мак» Вайкофф, випускник Єльського університету, працював банківським юристом у фірмі «Livingston, Livingston, & Harris». У підлітковому віці Лен жив у досить заможній родині на «450 West 153rd Street» на околиці Гарлема.
Інтерес його до афроамериканської культури та лівої політики походить від його єврейської спадщини 1920-х років. Наприкінці цих років Зінберг навчався у коледжі міста Нью-Йорка. Протягом 1930-х років його мандрівка Сполученими Штатами Америки включала низку випадкових робіт (один раз м'ясником), щоб прогодувати себе. На початку 1940-х років Зінберг повернувся до Нью-Йорка, де одружився та прожив до кінця свого життя.
Зінберг стверджував, що підтримував свою родину як незалежний письменник після Другої світової війни. Це тривало до самої його смерті в 1968 році. Коли була «фінансова можливість», Зінберги подорожували до Вест-Індії та Європи (у Парижі провели частину 1959 року) і часто відпочивали на пляжах [[Лонг-Айленд])а. Близько знайомий із Нью-Йорком, Зінберг часто їздив у метро, досліджуючи нові райони, щоб створити нові сюжети. Його квартира розташована неподалік від відділку поліції, де він — привітний, товариський автор детективів підтримував контакти типу «друг-приятель» з поліцейськими, а також з адвокатами та коронерами.
Ранні оповідання (його некролог у «Нью-Йорк Таймс» згадував про «кілька сотень») розкривають деякі пристрасті автора протягом усього життя. Наприклад, «Хлопець із чотирьох квадратів» 1934 року демонстрував його ліберальні погляди. «Лінчуй його!» опублікований у щомісячному журналі «Парад фантастики» Френсіса Р. Белламі (липень 1935 р.) — одна лише назва свідчить про глибоке занепокоєння Лейсі расовими питаннями. Білий Лейсі був заплутаний не лише міжрасовим шлюбом з Естер (у статтях він називав її «дружиною»). Невдовзі після Другої світової війни включений в антологію афроамериканських письменників, 1925—1950 рр. Ця дивна, сумна історія розповідає про Еда Джордана, який під час автомобільної аварії відриває руку молодої дівчини, щоб змогти одружитися і таким чином викупити її. Такий іронічний, гіркий кінець — класичний для Еда Лейсі.
Багато з перших публікацій Лейсі з'явилися в літературних журналах. У листопаді 1936 року він опублікував новелу під назвою «Худіший» у журналі «Story». Історія розповідає про спокійного чоловіка, який перемагає сусідського хулігана в дивній грі в підкови.
Твори молодого Лейсі з'являлися і на більш прозаїчних майданчиках. У «Вбивстві на місці» Марв Лахман цитує основоположну історію під назвою «Для своїх дітей», опубліковану в жовтні 1938 року в журналі «Coronet». Ця історія зіштовхує двох татусів у химерній бойовій боксовій боротьбі. Марв Лахман, провідний дослідник Еда Лейсі, стверджує: «Жоден автор таємниць до чи після не писав про нього [бокс] частіше». У випуску «Thrilling Sports» за січень 1944 року Лейсі опублікував другу історію про бокс під назвою «Тигр на волі».
Безсумнівно, Лейсі був великим фанатом боксу та завзятим читачем журналу «The Ring», про який він згадував у своїй статті. Його великий дебютний роман «Ходи жорстко, говори голосно» (1940) розповідає про Енді Вітмена, бридкого афроамериканського боксера, який став професіоналом. Лу Росс, гангстер-промоутер, який займається бійками, є білим ворогом, який протистоїть Енді, тоді як Рут, щира комуністична активістка, є дівчиною, яка рятує його. Лінійний сюжет закінчується передбачувано, але середовище в тренажерному залі та сцени з боксу мають реалістичну та інтуїтивну силу, навіть якщо їх читати у наш час. Расові відносини пронизують сюжет, висвітлений різними епізодами дискримінації. Десятиліттям пізніше книжка в м'якій обкладинці від «Lion Books» опублікувала: «Боксери-рекетири, блондинки з високими стегнами, різаки — все це було частиною життя Енді Вітмена — а також готелі Джим-Кроу, поліцейські, багатоквартирні будинки та ненависть. Бо Енді Вітмен був негром, який намагався заробити на життя в найжорсткішій ракетці світу, призовому рингу.»
Знання Лейсі з боксу і його твори про нього, як художні, так і публіцистичні, вражають. Теми його першого роману про пригніченого боксера знайшли відгук у його есе 1951 року «Світ мопса» в журналі «American Mercury». Лейсі розповів про Денні Кокса, який у 1943 році зі зламаним великим пальцем руки (програш технічним нокаутом) міг стати чемпіоном світу в напівважкій вазі. Автор переконливо довів, як боксерів пускають у м'ясорубку, гоняючись за пишними титулами та гаманцями. Це есе також є прикладом чіткої, чистої прози та бездоганного журналістського стилю Лейсі, які часто затьмарюються його великим обсягом створеної художньої літератури. Два романи — «Ідіть до тіла» (1954) і «Велике виправлення» (1960) — також використали бокс як головну тему.
Ральф Еллісон у рецензії 1940 року під назвою «Боєць із призом негрів» для «New Masses» похвалив Лейсі за «Ходи жорстко, говори голосно». Рецензент віддав йому належне за те, що Лейсі «вказав, як далеко письменник, чий підхід до негритянського життя не забарвлений поблажливістю, стереотипними ідеями та іншими недоліками, які виростають із расових упереджень, здатний зайти з марксистським розумінням економічної основи негритянської особистості». Прийняття Лейсі афроамериканською спільнотою вийшло за рамки яскравої рецензії одного з її головних інтелектуалів. У нього були друзі, які допомогли йому зробити більше з його інавгураційним романом.
«Ходи жорстко, говори голосно» була єдиною книгою Лейсі, адаптованою для сцени чи екрана. Він співпрацював із ветераном темношкірих драматургів Абрамом Гіллом, щоб створити п'єсу із семи сцен в Американському негритянському театрі на 135-й вулиці. Льюїс Ніколс у «New York Times» написав, що «центральна тема серіалу законна і важлива, але він [Лейсі] представляє низку сторонніх сцен і людей, які сповільнюють його гру та затьмарюють його історію».
Проте шоу так вразило керівників Бродвею, що вони перенесли його в центр міста та вибрали білого чемпіона в середній вазі Міккі «Іграшкового бульдога» Вокера на роль Енді Вітмена. Як шанувальник боксу, Лейсі мав бути в захваті від цього вибору. Незважаючи на цей ранній тріумф, Лейсі продовжував дуже мало писати для телебачення чи кіно. Голлівуд купив стару історію «Есквайр», але далі справа не пішла. Його єдина заслуга була написанням сценарію епізоду «Альфред Гічкок представляє» 1960 року під назвою «Автостопом» із Сюзанною Плешетт у головній ролі.
Він був членом Ліги американських письменників і працював у її Комітеті з утримання Америки від війни в січні 1940 року під час дії Пакту Молотова — Ріббентропа.
Під час Другої світової війни рядовий першого класу Лен Зінберг служив у складі союзників, які вторглися у фашистську Італію в 1943 році з метою вигнання нацистів. Рядовий Зінберг опублікував статтю під назвою «Вчасно» в чоловічому журналі «Сер!» (жовтень 1942 року), а його раннє детективне оповідання, написане разом із Джеймсом М. Кейном, під назвою «Телефон-платник» з'явилося у журналі «Популярний детектив» (жовтень 1943 року). Однак Зінберг ще не почав тоді писати детективи.
У випуску журналу «The New Republic» від 25 жовтня 1943 року Лейсі виграв конкурс солдатської прози та опублікував воєнний нарис під назвою «Дім там, де…». Капрал, якого невдовзі мали відправити до охопленої війною Європи, розповідає про розчарування в провінціях США нижче лінії Мейсона — Діксона: «Він також не міг пояснити нудьгу маленьких південних містечок, де чарка [напій] у суботу ввечері була чимось, чого можна було з нетерпінням чекати». Гнів Лейсі до расистських настроїв Півдня продовжував вирувати в його творах протягом усіх років руху за громадянські права.
Військові замальовки Лейсі також з'явилися в журналі «Yank» (його девіз: «написано чоловіками… для чоловіків на службі») у 1945 році. Сержант Зінберг написав їдку сатиру «Ласкаво просимо додому» про солдата, який повертається до свого будинку дитинства і знаходить на халупі табличку: «Вхід заборонено! Жодних клятих японських щурів тут не потрібно». Солдат, звісно ж, був японоамериканцем. У другій статті для «Yank» було зафіксовано прийом у Римі в День перемоги над Японією, де «більшість людей просто тихо посміхалися».
Внесок Лейсі в журнали «Yanker» та «The New Republic» проклав шлях для його 18 творів у «New Yorker» (1945—1947), які, своєю чергою, відіграли ключову роль у початку його професійної письменницької кар'єри. Використовуючи іронічний гумор, стомлений оптимізм та гуманістичну толерантність, він вловив повоєнний настрій — принаймні для білого, ліберально налаштованого ветерана війни, який любить джаз і проживає в Гарлемі.
Віньєтки «Нью-Йоркера» відображають відчуття життєвого зрізу Джона О'Хари, тільки краще написані з глибшою соціальною чутливістю. Мабуть, найцікавішою з цих військових історій є серія сержанта Едді. Колишній механік друкарської машинки, грає неадаптованого солдата, який адаптується до цивільного життя з неоднозначними результатами. У епізоді «Щось станеться» він зізнається своєму бармену: «Я постійно відчуваю, що щось станеться, і я як хлопець у будинку смерті, чекаю. Бачите, ніби весь світ є будинком смерті». Едді мало вірить лідерам Сполучених Штатів: «Ця мирна конференція мене лякає… Нею керують багато політиків, такі ж покидьки, які завжди виступали на захист „G.I. Joe“ перед виборами». Едді, уражений малярією у фільмі «Ворожнеча», стикається з головною медсестрою Управління ветеранів, справжньою медсестрою Ретчет. Не дивно уявити сардонічне «Едді» як основу для того, що Зінберг через пару років прийняв псевдонім «Ед Лейсі». Однак не все в його творах для «New Yorker» таке похмуре. Особисте есе, таке як «Вперед з новим», починається так: «31 грудня 1944 року була найдивнішою новорічною ніччю, яку я коли-небудь проводив». Зінберг далі детально описує ризиковану, кумедну розповідь про швидкий італійський стриптиз, а не про спокусливу ентузіазм, на яку очікували солдати.
Дійсно, Лейсі загалом не приділяють належної уваги за їдкий, іронічний гумор, що пронизує його твори. Брюс Ф. Мерфі цінує кумедні сцени у «Мешканцях готелю». «Момент неправди» Лейсі (1964), продовження його книги, яка отримала премію «Едгар», «Кімната для гойдання» (1957), стверджує, що це художній твір, а не про реальних людей чи події, і «те саме стосується змій». Він описав книгу «Не дихай більше, моя леді» (1958) як сатиру, «доводячи, що письменники сприймають себе надто серйозно». Він серйозно ставився до процесу написання, але вважав, що «жартівник повинен мати сало в голові, щоб вказувати комусь, як писати».
Лейсі вирішив стати письменником на повний робочий день у Нью-Йорку з друзями, тому що «йому подобався їхній спосіб життя». Одним із таких друзів був Пруденсіо Де Переда, романіст, найвідомішим у якого був роман «Фієста» (1953). Лейсі згадував: «У мене були, як завжди, важкі часи, поки я не спробував написати роман», який оплачувався краще, ніж «кількома доларами», які він заробляв на оповіданнях. Пишучи свої статті для «New Yorker», Лейсі також зумів завершити два мейнстрімні романи у твердій палітурці: «Що ти знаєш напевно» (Doubleday, 1947) та «Тримайся із зайцями» (Doubleday, 1948). Перший з них («Суворий і ніжний роман Голлівуду») був написаний за підтримки літературного товариства «20th Century-Fox» і випущений у 1949 році як менш інтелектуальне видання у м'якій обкладинці під назвою «Дивні бажання» («двостороннє роздвоєння особистості в одному прекрасному тілі»).
Однією з маркетингових стратегій успіху професійного письменника було винайти Стіва Ейпріла, другий псевдонім Зінберга, та продавати більше історій для Esquire та Colliers. Він також писав тексти для коміксів, таких як Ranger Comics (1946) та Fight Comics (1951), а також роман «Вихід 13» (1954). Невдовзі з бумом книг з м'якими обкладинками з'явилася більш прибуткова можливість для письма, і так з'явився Ед Лейсі.
Існувала також більш зловісна причина, яка, як вважається, стояла за створенням псевдоніма Еда Лейсі. Привабливість Зінберга до радикальної політики включала його інтерес до Комуністичної партії. Наприклад, «Тримайтеся зайців» стосувалася лівої політики 1930-х років. Зінберг активно підтримував Прогресивну партію Генрі Воллеса на президентських виборах 1948 року проти Гаррі Трумена. Він також відвідував соціальні заходи, які проводили редактори комуністичного журналу «Masses and Mainstream» протягом 1950-х років, і мав багато друзів лівого спрямування. Його дружина колись працювала в радикальній їдиш-газеті «Freiheit». Ед Лейсі став автором кримінальних романів. Лен Зінберг був політичним лібералом. Ці дві персони трималися окремо навіть у коротких біографіях Лейсі. Це була епоха сенатора Маккарті та холодної війни, коли багато письменників були внесені до чорного списку. Це також може пояснити брак у Лейсі можливостей для написання сценаріїв для телебачення та кіно.
Перші три детективи Еда Лейсі «Збуджена жінка» (1951), «Гріх у їхній крові» (1952) та «Роздягнися за насильство» (1953) розпочали його кар'єру автора книг у м'якій обкладинці. Такі яскраві назви («Так, назва змусила мене теж стиснути зуби», — заявив він) та сексуальна обкладинка додали належного цим книгам. Дуже схожі на трилогію Чарльза Вільямса «Дівчина» ці романи Лейсі у своїй пікантній обкладинці добре написані та мають солідний сюжет. До середини 1950-х років Лейсі зрозумів, що він здобув чільне місце на ринку оригінальних книг у м'якій обкладинці. Однак у 1955 році Лейсі підписав контракт із престижнішим видавництвом Harper на випуск своєї книги у твердій обкладинці «Найкраще, що коли-небудь це робило», і отримав своє перше солідне визнання. Книга була перевидана другим тиражем. Головний герой Барні Гарріс — 122-кілограмовий автомеханік/приватний детектив з Нью-Йорка, якого наймає вдова поліцейського, щоб викорінити корупцію в поліції та затримати вбивцю її чоловіка. Ця книга отримала схвальні відгуки від прискіпливого Джеймса Сандова («демонструє захопливий хід подій»), Ентоні Буше («жвавий, винахідливий, цікавий») та «The New Yorker» («сюжет, мабуть, досить обґрунтований»).
У 1956 році він опублікував роман «Чоловіки з хлопців». У ньому «Марті Бонд, коп, суддя, грубіян і маленький бог» розповідає як голос з могили. Якщо не враховувати цей дивовижний трюк, цей роман є блискучою гімном жорсткій школі 1950-х років. Підчеревина Нью-Йорка як місце дії створює сувору атмосферу. Марті — багатогранний крутий хлопець, який любить риболовлю, захищає свого пасинка Лоуренса (який хоче стати копом). Кульмінація жорстокої вуличної бійки мала приголомшити навіть затятих шанувальників Мікі Спіллейна. Лейсі присвятив роман «Карлі Джамп-Джамп», ймовірно, своїй дочці. Знову ж таки, такі критики, як Сандо та Буше, були в захваті. Письменник Вілл Оурслер розплився: «Це яскрава, жорстка поліцейська історія — без жодних ударів».
У 1957 році роман Лейсі «Кімната для гойдання» представив першого афроамериканського приватного детектива Туссена «Туї» Маркуса Мура. Роман сподобався настільки, що Товариство детективних письменників Америки присудило йому премію Едгара 1958 року за найкращий роман. Структура «Кімнати для гойдання» використовує цікаву послідовність із шести розділів, включаючи флешбеки. Туї має справу з чорною істотою, але його розслідування, яке веде до Бінгстона у відсталому Огайо, затьмарює його рідне нью-йоркське середовище. Туї констатує «це був набагато чистіший світ, ніж Гарлем чи велике місто». Тут також найкраща образна мова Еда Лейсі («Якби в нього була целофанова голова, я б не зміг уявити, щоб його маленький пташиний мозок працював чистіше») гідна порівняння з метафоричними перлинами Реймонда Чандлера. Лейсі одного разу зустрів того, який, за його словами, мав вигляд «пенсіонера-менеджера банку». Похваливши роман «Місце для розваг» за його «чесність, енергійність та силу», Буше кинув виклик Еду Лейсі. «Шкодуємо про звичку містера Лейсі створювати чудового детектива лише для однієї історії; Туї заслуговує на другу справу найближчим часом». Відомому критику довелося чекати до 1964 року з продовженням «часткового детектива» «Момент неправди». Лейсі не любив «серійних» персонажів, яких він вважав «нудними».
Нагородження Лейсі премією Едгара у 1958 році стало кульмінацією його письменницької кар'єри. Він опублікував лише ще дві книги у твердій палітурці: не дуже добре сприйняту «Обережно, як живеш» 1958 року та недооцінену «Мешканці готелю» (присвячену його матері Беа Вікофф), у 1966 році. Його продуктивність не зменшувалася, оскільки він щороку випускав два-три книги у м'якій обкладинці під такими пікантними назвами, як «Блондинка-приманка» (1959), «Секс-замок» (1963) та свою останню книгу «Великий бюст» (1969).
Другий роман про Туї Мура — це більш вітряна пригода в екзотичному, задушливому Мехіко. Знову ж таки, тема перегонів широко обговорюється, і Туї в якийсь момент задається питанням, чи не «він — дядько Том, який робить послугу білим». Він вирушає до Акапулько («майданчик для міжнародних багатіїв») і роздумує над коридою («вільне різання»). Повернувшись до Нью-Йорка, вагітна дружина Туї Френ нервує його («Озирнись навколо, і так достатньо у світі обшарпаних бешкетників»). Звичайні дивакуваті другорядні персонажі та гострі діалоги доповнюють захопливу історію. Зрештою, Туї, як і Ед Лейсі, повернувся додому в Нью-Йорк.
Передостанній роман Лейсі «Напалмова труба» (1968), де Бред Армстронг, герой війни, який редагує антивоєнну газету під назвою «Напалмова труба», опиняється втягнутим у захопливий сюжет, де воднева бомба «є своєрідною іграшкою».
Час від часу у творчості Зінберг окрім Еда Лейсі та Стіва Ейпріла використовував й інші псевдоніми: Марк Гаггстром і Рассел Тернер.
Він писав про свої хвороби серця як про «форму терапії», а також як про «джерело ідей для історії». Уже в 1946 році в газеті «New Yorker» під назвою «Навернений» він писав про мешканця квартири, серце якого «досить погане». Він написав «Прослуховується за вбивство» (1961) про поліцейського Біллі Воллеса з поганим здоров'ям, який зрештою стає прикутим до ліжка. У фільмі «Мешканці готелю» (1966) Гауї Фішер, керуючий сувенірною крамницею готелю, веде малорухливий спосіб життя хворого на серце, який зрештою одужує. На задній частині суперобкладинки того ж роману зернистий чорно-білий портрет кремезного Лейсі має хворобливий вигляд.
Ед Лейсі опублікував 28 романів, наклад яких на момент його смерті оцінювався в 28 млн примірників, надрукованих у перекладах щонайменше на 12 мов. У його доробку також десятки оповідань. Грамотне, правдоподібне та часто винахідливе використання Лейсі афроамериканських та меншинних персонажів виділяє його з-поміж сучасних йому авторів кримінальних романів. Після його передчасної смерті десять років згодом продажі його книг зменшилися, оскільки мінливі читацькі смаки змістилися від прямих кримінальних романів та містики до шпигунських трилерів часів Холодної війни від Яна Флемінга та Джона Ле Карре, якими захоплювався Лейсі.
Помер від серцевого нападу в Гарлемі в 1968 році у віці 56 років у колі своєї сім'ї: дружини Естер і дочки Карли.